# Nogometna reprezentacija Sijera Leonea
Nogometna reprezentacija Sijera Leonea predstavlja državu Sijera Leone u nogometu. Pod nadzorom je Nogometnog saveza Sijera Leonea (SLFA), člana CAF-a.

## Povijest
Reprezentacija Sijera Leonea svoju prvu utakmicu odigrala je na domaćem terenu 10. kolovoza 1949. protiv još jedne britanske kolonije Nigerije. Utakmica je završila rezultatom 0:2 za nigerijsku reprezentaciju. Prvu utakmicu izvan afričkog kontinenta Sijera Leone je odigrao protiv Kine i upisao poraz od 4:1. 
Sijera Leone je dvostruki osvajač, danas ugašenog, kupa Amílcara Cabrala. Godine 1993. su kao domaćin u finalu svladali Senegal (2:0). Isti uspjeh ponovili su dvije godine kasnije kada su u finalu nakon jedanaesteraca (4:3) savladali Mauretaniju. Dva su puta igrali na Kupu nacija (1994. i 1996.), oba puta su ispadali odmah u skupinama. 
U travnju 2013. za novog izbornika imenovan je Johnny McKinstry, u to vrijeme najmlađi izbornik na svijetu. Klupu Sijera Leonea je napustio u rujnu 2014. nakon što je dobio otkaz.

## Vanjske poveznice
- Službene stranice saveza  Arhivirana inačica izvorne stranice od 12. lipnja 2017. (Wayback Machine)
- Sijera Leone  Arhivirana inačica izvorne stranice od 15. prosinca 2018. (Wayback Machine) na FIFa.com